# Suzuki LS 650 Savage
Suzuki LS 650 Savage je motocykl typu chopper vyráběný japonskou firmou Suzuki Motor Corporation v letech 1986–2003.

## Parametry
- Startér: elektrický (pouze)
- Baterie: 12V 18 Ah
- Rozměry
  - Světlá výška: 135 mm
- Hmotnosti
  - Suchá hmotnost: 160 kg
  - Hmotnost včetně náplní: kg
- Max. rychlost: 127–140 km/hod
- Spotřeba: 4 l